# 鈴木絢音
鈴木絢音（日语：／ Suzuki Ayane */?，1999年3月5日—）是日本女藝人，為女子偶像團體乃木坂46前成員，秋田縣出身，所屬經紀公司為A.M.娛樂。2013年以乃木坂46二期生身分出道。2023年3月28日自乃木坂46畢業。

## 經歷
2013年3月28日，通過乃木坂46二期生徵選。5月11日，於赤坂ACT劇場舉行的舞台劇《16人的主角deux》東京公演中首次亮相。7月5日，以研究生身份在乃木坂46官方博客發表其首篇文章。8月4日，在千葉縣幕張展覽館舉行的《Girls' Rule》全國握手會中，首次在粉絲面前演唱歌曲。
2014年3月，從中學畢業。4月，進入高中就讀。同月4日，擔任了秋田縣仁賀保市仁賀保警察署的一日警察署長。10月15日，以小嶋坂46（こじ坂46）的成員身份在Zepp Blue Theater六本木演唱了《風的螺旋》。
2015年2月2日，鈴木在乃木坂46官方網站的個人網誌開通。2月22日，在西武巨蛋舉行的「乃木坂46 3rd YEAR BIRTHDAY LIVE」中，獲宣布升格為正式成員。加入團體初期，原本從秋田通勤到東京活動，但在這年5月搬到東京，並轉校。
2016年5月12日，參演了舞台劇《女子落語貳〜跳躍時空蕎麥麵〜》。8月10日，單獨出席了在東京池袋太陽城舉行的「GUNPLA EXPO 世界巡演日本2016 SUMMER」的開幕禮，並且展示了自己設計的RX-0 獨角獸高達紫色破壞形態。10月14日，參演了舞台劇《墳場，女高中生》。11月19日至23日在東京秋葉原UDX舉行的「GUNPLA EXPO 世界巡演日本2016 WINTER」展示了其設計的GUNPLA。
2017年3月，從高中畢業。7月10日，獲任命為秋田縣大潟村的應援大使。
2018年1月10日發行的乃木坂46Under專輯《我專屬的你～Under Super Best～》，她擔任其中的收錄曲《自戀海灘》的Center，這是她首次成為Center。4月25日發行的乃木坂46第20張單曲《同步巧合》的Under曲《全新的世界》，由鈴木擔任Center。5月4日，主演舞台劇《猜謎王 THE QUIZ STAGE》。6月13日，在文化放送節目《RECOMMEN！》每年一度舉行的「女性偶像只看樣貌總選舉」中，獲選為第5位。7月2日播出的《乃木坂工事中》，鈴木在乃木坂46第21張單曲《以自我為中心！》中首次進入選拔。9月4日，登上漫畫雜誌《漫畫ACTION》的封面，這是她首次單獨擔任漫畫雜誌的封面人物。11月8日，與成員佐佐木琴子參演了舞台劇《「動物朋友」2～降雪夜的動物朋友～》。12月10日，擔任了朝日電視台節目《19歲的晚上～既非大人也非小孩的夢前夜～》（19の夜～大人でも子供でもない夢前夜～）的旁白。
2019年1月10日，與成員樋口日奈、伊藤純奈、畢業成員能條愛未一同參演舞台劇《GIRLS REVUE》。1月11日，與齋藤飛鳥、伊藤純奈、佐佐木琴子、寺田蘭世、梅澤美波、田村真佑在乃木神社一起舉行成人式。1月15日，再次獲邀主演舞台劇《猜謎王 THE QUIZ STAGE》的續篇《猜謎王 THE QUIZ STAGE ROUND2》，成員吉田綾乃克莉絲蒂、向井葉月和阪口珠美也一同參演。4月15日，再次成為選拔成員，入選《Sing Out!》的選拔陣容。
2020年1月11日，電視劇《HIGH POSITION ～1986年，第二次青春～》開始播出，這是鈴木首次出演電視劇。6月12日，電影《派遣死神事件簿～傀儡夜曲》上映，在劇中飾演女主角阿藤，同時也是首次出演電影。11月10日，發行個人第一本寫真集《光的角度》，於大溪地拍攝。以3.7萬銷量取得Oricon公信榜書籍週榜寫真集部門及綜合部門第一位。
2021年8月16日，鈴木以乃木坂46第28張單曲《被你罵了》時隔2年回歸選拔。
2022年3月5日，在23歲生日當天，開設個人Instagram帳號。11月7日，在乃木坂46第31張單曲《不存在於此的事物》首次獲選為福神。
2023年2月18日，在乃木坂46官網內的個人部落格中宣布將於3月28日畢業。3月，從通信制的大學畢業。3月7日，發行個人著作《徜徉於詞彙之海》（言葉の海をさまよう）。3月10日，開設個人微博。3月28日，於澀谷公會堂舉行畢業典禮，正式從乃木坂46畢業。4月1日，在個人Instagram上宣布暫停演藝活動。4月9日播出的《乃木坂工事中》後，鈴木作為乃木坂46成員的活動也全部結束。4月28日，鈴木位於乃木坂46官方網站內的個人部落格正式關閉。10月1日，宣布加入經紀公司A.M.娛樂，並開設個人官方粉絲俱樂部和B4ND。

## 人物
鈴木的與趣是看動畫、假面騎士、GUNPLA、飛機、閱讀、茶道和長笛。她愛讀的文庫本是中島羅門的《立於流沙之上》（砂をつかんで立ち上がれ），喜愛的原生動物是草履蟲。
鈴木與堀未央奈、渡邊米麗愛因為都愛吃布丁，而成立了布丁會，她也與秋元真夏、相樂伊織、渡邊米麗愛組成了真夏尊敬軍團。另外，她經常一起遊玩的成員是堀未央奈，在2期生中只有這兩人是地方出身，因此初期也經常一起住在飯店，喜歡的成員則是久保史緒里。
鈴木出生於大潟村，兩年後搬家至秋田市。而且，她與前成員生駒里奈是同鄉，雙方家庭之間也有交流，生駒在自己的畢業演唱會中與其一同演唱了在AKB48兼任時代的歌曲《無望之淚》。另外，在秋田县立金足农业高等学校贏得第100回全國高等學校野球選手權紀念大會亞軍時，她也有表示祝賀。

## 音樂作品
- 標註「★」符號表示該首歌曲有拍攝MV。

### 單曲
乃木坂46
|      | 發行日期        | 單曲名稱              | 參與歌曲名稱           | MV | 備註         |
| ---- | --------------- | --------------------- | ---------------------- | -- | ------------ |
| 11th | 2015年03月18日  | 生命如此美好          | 邊界                   | ★  | 出道作品     |
| 12th | 2015年07月022日 | 太陽敲敲門            | 離別時，更喜歡你       | ★  |              |
| 13th | 2015年10月28日  | 此刻，想說話的對象    | 嫉妒的權利             | ★  |              |
| 14th | 2016年03月23日  | 當春紫苑盛開時        | 不等號                 | ★  |              |
| 15th | 2016年07月27日  | 赤腳Summer            | 秘密塗鴉               | ★  |              |
| 16th | 2016年11月09日  | 再見的意義            | 鞦韆                   | ★  |              |
| 16th | 2016年11月09日  | 再見的意義            | 第二次的接吻           | ★  | 真夏尊敬軍團 |
| 17th | 2017年03月22日  | 大影響家              | 氣球還活著             | ★  |              |
| 18th | 2017年08月09日  | 蜃景                  | Under                  | ★  |              |
| 18th | 2017年08月09日  | 蜃景                  | 現場之神               | ★  |              |
| 19th | 2017年10月11日  | 及時行事              | My rule                | ★  |              |
| 20th | 2018年04月25日  | 同步巧合              | 全新的世界             | ★  | Center       |
| 20th | 2018年04月25日  | 同步巧合              | 星探                   | ★  |              |
| 21st | 2018年08月08日  | 以自我為中心！        | 以自我為中心！         | ★  | 選拔         |
| 21st | 2018年08月08日  | 以自我為中心！        | 空扉                   | ★  |              |
| 21st | 2018年08月08日  | 以自我為中心！        | 我喜歡過你，但是…      |    |              |
| 22nd | 2018年11月014日 | 想繞遠路回家          | 日常                   | ★  |              |
| 22nd | 2018年11月014日 | 想繞遠路回家          | 不成眠的商隊           | ★  |              |
| 23rd | 2019年05月29日  | Sing Out!             | Sing Out!              | ★  | 選拔         |
| 23rd | 2019年05月29日  | Sing Out!             | Am I Loving            |    |              |
| 24th | 2019年09月04日  | 黎明來臨前無須逞強    | 〜Do my best〜沒有意義 | ★  |              |
| 24th | 2019年09月04日  | 黎明來臨前無須逞強    | 你，認識我嗎？         |    |              |
| 25th | 2020年03月025日 | 幸福的保護色          | Anastasia              | ★  |              |
| 26th | 2021年01月27日  | 我會喜歡上自己的      | 不值一提的KISS         | ★  |              |
| 27th | 2021年06月09日  | 對不起Fingers crossed | 生鏽的羅盤             | ★  |              |
| 28th | 2021年09月22日  | 被你罵了              | 被你罵了               | ★  | 選拔         |
| 28th | 2021年09月22日  | 被你罵了              | 熟悉的陌生人           |    |              |
| 29th | 2022年03月23日  | Actually…             | Actually…              | ★  | 選拔         |
| 29th | 2022年03月23日  | Actually…             | 過度解讀               |    |              |
| 29th | 2022年03月23日  | Actually…             | 嘗試喜歡上了           |    |              |
| 30th | 2022年08月31日  | 喜歡搖滾！            | 喜歡搖滾！             | ★  | 選拔         |
| 31st | 2022年12月07日  | 不存在於此的事物      | 不存在於此的事物       | ★  | 十一福神     |
| 32nd | 2023年03月29日  | 人們終將再度追夢      | 我們的告別             | ★  | [ 參 2 ]     |

1. ↑  站位依據官方MV及演唱會正式呈現為參考依據。
2. ↑  單曲發行時已自乃木坂46畢業。

其他
| 發行日期                                    | 單曲名稱              | 參與歌曲名稱 | MV | 備註                                                       |
| ------------------------------------------- | --------------------- | ------------ | -- | ---------------------------------------------------------- |
| 2014年11月26日                              | 希望無限              | 風的螺旋     | ★  | 小嶋坂46                                                   |
| 2016年12月7日                               | 明明應該最討厭了 （大嫌いなはずだった。） | —            |    | HoneyWorks meets 沙友蘋果軍團 + 真夏尊敬軍團 from 乃木坂46 |
| 2020年6月17日（日本） 2020年6月24日（海外） | 世界中的鄰居啊        | —            | ★  | 下載限定歌曲                                               |

### 專輯
乃木坂46
|           | 發行日期       | 專輯名稱                       | 參與歌曲名稱       | 備註     |
| --------- | -------------- | ------------------------------ | ------------------ | -------- |
| 01st      | 2015年1月7日   | 透明色                         | 傾斜               | 小嶋坂46 |
| 01st      | 2015年1月7日   | 透明色                         | 自由的彼方         |          |
| 02nd      | 2016年05月25日 | 屬於我們的位子                 | 刨冰的單戀         |          |
| 03rd      | 2017年05月24日 | 最初的夢想                     | 跳傘               |          |
| 03rd      | 2017年05月24日 | 最初的夢想                     | 指定溫度           |          |
| Under專輯 | 2018年01月10日 | 我專屬的你～Under Super Best～ | 自戀海灘           | Center   |
| Under專輯 | 2018年01月10日 | 我專屬的你～Under Super Best～ | 那個女人           |          |
| Under專輯 | 2018年01月10日 | 我專屬的你～Under Super Best～ | 比誰都想陪在你身邊 |          |
| 04th      | 2019年04月17日 | 直到此刻化成回憶               | 即刻〜殘美傳説〜   |          |
| 精選輯    | 2021年12月15日 | Time flies                     | 最後的Tight Hug    | 主打曲   |
| 精選輯    | 2021年12月15日 | Time flies                     | 緩綻之花           |          |
| 精選輯    | 2021年12月15日 | Time flies                     | Hard to say        |          |

## 演出

### 電視劇
- 初森BEMARS（2015年7月11日－9月26日，東京電視台）：飾演 坎城（カンヌ）[81]
- 殘美（2019年1月24日－3月28日，日本電視台）：飾演 藤崎麻里奈[82][83]
- HIGH POSITION ～1986年，第二次青春～（2020年1月11日－3月28日，大阪電視台・BS東視）：飾演 司幸子[84]
- 逆轉交響樂團 第3、6、9話（2023年1月25日、2月15日、3月8日，日本電視台）：飾演 日地谷更紗[85]
- 366日（2024年5月13日，富士電視台）：飾演 樋山智奈美（樋山ちなみ）[86]

### 電影
- 派遣死神事件簿～傀儡夜曲（2020年6月12日，東映）：飾演 阿藤（女主角）[42]

### 電視節目
- 高達創戰者TRY暑假特別篇 ～你也是創戰者！！～（2016年8月21日，東京電視系）- 主持人[21]
- （2017年2月26日，靜岡朝日電視台）- 旁白[87][88]
- JAPA-CON presents agent HaZAP（日语：ジャパコンTV）（2017年4月7日－2018年3月17日，BS富士）- Agent AA-035[89]
- 星期三的How much？（2018年4月4日－2023年3月29日，毎日放送）- 旁白[90][91]
- 19歲的晚上～既非大人也非小孩的夢前夜～（2018年12月11日－18日，朝日電視台）- 旁白[36]
- 乃木坂46 鈴木絢音的「天空心情～好想見到飛機！！」（2019年11月24日，朝視頻道）[92][93]
- 鈴木絢音的偏愛至上主義（2024年10月2日－，Niconico頻道）[94][95]

### 電台節目
- MCPLUS（日语：ミュ〜コミ+プラス）（2017年5月3日－31日，日本放送）- 5月助理主持人[96]
- 大津功和鈴木絢音的想成為專家！（2024年4月7日－，CBC電台）[97][98]

### 舞台劇
- 女子落語貳〜跳躍時空蕎麥麵〜（2016年5月12日、14日、17日、19日、21日，東京AiiA劇場）：飾演 波浪浮亭木胡桃[99][20]
- 墳場，女高中生（2016年10月14日－22日，東京巨蛋城 THEATRE G-ROSSO（日语：シアターGロッソ））：飾演 Jimo[22][100]
- 猜謎王 THE QUIZ STAGE（2018年5月4日－9日，全勞濟會館（日语：スペース・ゼロ））：飾演 深見真理（主演）[30][101]
- 「動物朋友」2～降雪夜的動物朋友～（2018年11月8日－18日，品川王子大飯店 eX俱樂部）：飾演 銀狐[35]
- GIRLS REVUE（2019年1月10日－27日，Alternative劇場（日语：オルタナティブシアター）／2月1日－2日，Sankei hall breeze（日语：ブリーゼタワー））[37]
- 猜謎王 THE QUIZ STAGE ROUND2（2019年5月3日－5月8日，三越劇場（日语：三越劇場））：飾演 深見真理（主演）[39]
- 日本放送開局65周年記念公演 舞台「北野武的挑戰狀 BEYOND」（2020年4月－5月，由於嚴重特殊傳染性肺炎疫情影響，全公演皆取消[102]）：飾演 Haru（ハル）[103]
- 銀河鐵道之父（2020年10月15日－20日，新國立劇場 小劇場）：飾演 宮澤多西[104][105]
- 猜謎王 THE QUIZ STAGE O（2021年1月6日－17日，銀座博品館劇場）：飾演 深見真理[106]
- 第六個小夜子（2022年1月7日－16日，新國立劇場 小劇場）：飾演 津村沙世子（主演）[107][108]
- 朗讀劇 和父親同住（2024年11月7日－10日，新宿Tops劇場）：飾演 美津江[109]

## 書籍
- 徜徉於詞彙之海（言葉の海をさまよう；2023年3月7日，幻冬舍）[110]

### 寫真集
- 光的角度（光の角度；2020年11月10日，幻冬舍）[111][112]

### 雜誌連載
- LOVE berry（日语：ラブベリー）（德間書店）
  - vol.6（2017年3月15日）- 模特兒[113]
- 小説幻冬「徜徉於詞彙之海」（2022年1月27日－11月29日，幻冬舍）[114]

## 外部連結
- A.M.娛樂個人介紹頁（日語）
- 鈴木絢音官方粉絲俱樂部（日語）
- 鈴木絢音的Instagram帳戶（2022年3月5日－）（日語）
- 鈴木絢音官方的X（前Twitter）（2023年10月1日－）（日語）
- 鈴木絢音的新浪微博（2023年3月10日－）（日語）
- 鈴木絢音 （页面存档备份，存于） - B4ND（2023年10月1日－）（日語）

乃木坂46時期
- 乃木坂46個人介紹頁（日語）
- 鈴木絢音 官方部落格 - 乃木坂46官方網站（2015年2月2日－2023年4月28日）（日語）
- 鈴木絢音 官方755 （2017年10月7日－2023年3月28日）（日語）
- 鈴木絢音1st写真集《光的角度》官方的X（前Twitter）（2020年9月16日－） （日語）
- 鈴木 絢音（乃木坂46）的SHOWROOM專頁（页面存档备份，存于）（日語）